# Musée de la Résistance et de la déportation d'Angoulême
Pour les articles homonymes, voir Musée de la Résistance et de la Déportation.
Le musée de la Résistance et de la déportation d’Angoulême, est situé dans la ville d’Angoulême, dans le département de la Charente.

## Caractéristiques
Ce musée présente la chronologie de la montée du nazisme puis de la Seconde Guerre mondiale.
Il retrace l'époque de la ligne de démarcation en Charente, de la collaboration et du début de la Résistance avec la création des maquis.
Il présente aussi la répression, la déportation, et termine par les FFL et les combats libérateurs.
Sur 400 m² d’exposition, des centaines d’objets, armes, mannequins, photos et documents d’époque illustrent ces différents thèmes.
Il a été rattaché aux archives départementales de la Charente à partir d'août 2009. Il est ouvert au public le premier samedi de chaque mois de 14h00 à 18h00, et sur réservation aux groupes du lundi au vendredi.